# Эскосура, Патрисио
Патрисио Эскосура (5 ноября 1807, Осведо — 1878, Мадрид) — испанский писатель, драматург, журналист, критик и государственный деятель.
Родился в семье военного и историка Херонимо де ла Эскосуры (1774—1855), его мать была английского происхождения. В раннем детстве переехал с семьёй в Мадрид. Обучаясь в колледже Сан-Матео, в 1823 году создал с однокашниками тайное либеральное общество Numantines, поставившее своей целью свержение абсолютизма, которое, однако, уже в 1825 году было раскрыто властями. Весной 1825 года Эскосура был осуждён и сослан в Париж.
В 1826 году вернулся в Мадрид, поступил в артиллерийскую академию, в 1829 году получил звание офицера. Участвовал в Карлистской войне под командованием генерала Луиса Фернандеса де Кордова, в 1834 году, будучи заподозрен в симпатиях к карлистам, был сослан в Ольверу, где закончил свой исторический роман «Ni rey, ni roque» (1835), в том же году основал литературный журнал The Artist . Позже он стал адъютантом и секретарем генерала Кордовы и в Пампелуне написал эпическое стихотворение «El bulto vestido de negro capuz». Когда Кордова сложил своё командование, Эскосура также оставил службу. В 1837 году он поставил на сцене несколько пьес, из которых наибольшим успехом пользовалась «Bárbara Blomberg».
Когда в сентябре 1840 года либерал Эспартеро захватил власть в свои руки, Эскосура, став во главе воспитанников инженерного училища в Гвадалахаре, где он был начальником провинции, защищал интересы регентши Марии Кристины и должен был вторично бежать во Францию. В Париже он почти один написал испанский текст к роскошному изданию «La Espana artistica y monumental» (I—III, 1842—49), был редактором «Revista enciclopedica», написал руководство к мифологии, введённое позже в испанских университетах, и начал эпическую поэму «Hernan Cortes en Cholura».
Вернувшись после падения Эспартеро в 1843 году в Мадрид, стал помощником статс-секретаря в министерстве Нарваэса, вступил в Умеренно-либеральную партию, а позже в Прогрессивную. В 1847 году стал членом Королевской академии языка. В 1856 году он был министром внутренних дел в кабинете Эспартеро, однако его конфликт с Леопольдо О’Доннелом привёл к отставке всего кабинета. Благодаря поддержке партии Либеральный союз получил на некоторое время должность королевского комиссара на Филиппинах. В 1866 году избрался от этой партии в парламент. С 1872 по 1874 год был послом в Берлине.
Из поздних драм его авторства имела успех «Las mocedades de Hernan Cortes», представляющая, как и все его драмы, скорее ряд картин, чем связное действие. Из исторических романов Эскуоры более известен «El patriarca del valle» (Мадрид, 1846). Написал несколько исторических трудов, в том числе — «Historia constitucional de Inglaterra» (Мадрид, 1859).